# Njord Valley
Das Njord Valley ist ein hoch gelegenes, hauptsächlich eisfreies und 3 km langes Tal im ostantarktischen Viktorialand. In der Asgard Range liegt es östlich des Oliver Peak.
Das New Zealand Antarctic Place-Names Committee benannte das Tal 1982 auf Vorschlag des Bodenkundlers Graeme Geoffrey Carré Claridge (* 1931) vom Department of Scientific and Industrial Research (DSIR). Namensgeber ist Njörðr, Vater der Göttin Freya aus der nordischen Mythologie.